# Off with Their Heads
Off with Their Heads es el tercer álbum de la banda británica Kaiser Chiefs de estilo indie. Fue lanzado el 13 de octubre de 2008. El lanzamiento de este álbum estuvo precedido por el lanzamiento de Never Miss a Beat, el primer sencillo de este disco. El álbum alcanzó la segunda posición en el UK Albums Chart.

## Canciones en el álbum
1. "Spanish Metal" – 2:19
2. "Never Miss a Beat" – 3:08
3. "Like It Too Much" – 3:23
4. "You Want History" – 3:45
5. "Can't Say What I Mean" – 2:49
6. "Good Days Bad Days" – 2:53
7. "Tomato in the Rain" – 3:51
8. "Half the Truth" (con Sway) – 3:44
9. "Always Happens Like That" (con Lily Allen) – 3:12
10. "Addicted to Drugs" – 3:53
11. "Remember You're a Girl" – 2:37

- Bonus Tracks en Japón

12. "Sooner or Later" - 3:14
13. "How Do You Feel About That" - 3:35
- Edición especial (Disco Bonus)

1. "Can't Say What I Mean" (en vivo en Elland Road) – 3:27
2. "Never Miss a Beat" (en vivo en  Elland Road) – 3:12
3. "You Want History" (en vivo en  Elland Road) – 3:48
4. "Half the Truth" (en vivo en  Elland Road) – 4:12